# Хайландс
Хайландс (на английски: Highlands Region) е един от четирите региона на Папуа Нова Гвинея.
Включва в себе си:
- Дживака
- Източни височини
- Западни височини
- Симбу
- Южни височини
- Хела
- Енга